# ダニエル・リュボヤ
ダニイェル・リュボヤ（Danijel Ljuboja セルビア語: Данијел Љубоја, 発音: [dǎnijel ʎûboja], 1978年9月4日 - ）は、ユーゴスラビア（現クロアチア）・ヴィンコヴツィ出身の元セルビア・モンテネグロ代表サッカー選手。現役時代のポジションはFW。

## 経歴

### クラブ
1998年夏、名門レッドスター・ベオグラードのユースからフランスのソショーへ移籍しプロのキャリアをスタート。ソショーでは在籍3年間で62試合20得点。2000年夏にストラスブールへ移籍。ストラスブールでは合計121試合に出場し34得点を挙げている。2004年1月、パリ・サンジェルマンへと移籍を果たす。PSGでは42試合に出場し7得点を記録し、UEFAチャンピオンズリーグにも5試合出場した。
2005年夏、ドイツのシュトゥットガルトへ移籍をする。2005-2006シーズンは26試合に出場し8得点を記録するが、金銭問題によるトラブルからリザーブチーム行きを命じられる。2006年8月、ハンブルガーSVへ1年間のレンタル移籍。しかし、ハンブルガーでも問題を起こしリザーブチーム行きとなった。2006-2007シーズン終了後、シュトゥットガルトのリザーブチームへ出戻った。2008年1月、ヴォルフスブルクへ2007-2008シーズン終了までのレンタル移籍をした。だが、8試合に出場して1得点と奮わず、買い取りオプションは行使されなかった。2008年7月、ようやくシュトゥットガルトのトップチームに復帰をすることとなった。
2009年7月23日、グルノーブル・フット38と2年契約を結びフランスに復帰した。2010年8月31日、OGCニースに1年契約で移籍。
2012年6月15日、エクストラクラサのレギア・ワルシャワと1年間の契約を交わした。
2013年7月19日、RCランスに加入した。契約期間は1年間で、リーグ・アン昇格の場合は延長されるオプションが付帯する。

### 代表
2003年2月12日、EURO2004予選のアゼルバイジャン戦でセルビア・モンテネグロ代表デビューを果たした。2003年10月11日、同予選のウェールズ戦で代表初ゴールを決めている。

## 代表歴

### 出場大会
- セルビア・モンテネグロ代表
  - 2006 FIFAワールドカップ
- セルビア代表

### 試合数
- 国際Aマッチ 17試合 1得点（セルビア・モンテネグロ代表、2003年-2006年）[5]
- 国際Aマッチ 2試合 0得点（セルビア代表、2006年）[5]

| セルビア・モンテネグロ代表 | 国際Aマッチ | 国際Aマッチ |
| 年                         | 出場        | 得点        |
| -------------------------- | ----------- | ----------- |
| 2003                       | 4           | 1           |
| 2004                       | 3           | 0           |
| 2005                       | 6           | 0           |
| 2006                       | 4           | 0           |
| 通算                       | 17          | 1           |

| セルビア代表 | 国際Aマッチ | 国際Aマッチ |
| 年           | 出場        | 得点        |
| ------------ | ----------- | ----------- |
| 2006         | 2           | 0           |
| 通算         | 2           | 0           |

## タイトル
ストラスブール
- クープ・ドゥ・フランス : 2001

PSG
- クープ・ドゥ・フランス : 2004

レギア・ワルシャワ
- エクストラクラサ : 2012-13
- プハル・ポルスキ : 2012, 2013